# Hugh George Egioke Savage
Pour les articles homonymes, voir Savage.
Hugh George Egioke Savage (1883-7 février 1957,), est un homme politique canadien de la Colombie-Britannique. Il est député provincial du Oxford Group (en) dans la circonscription britanno-colombienne de Cowichan-Newcastle de 1933 à 1937.

## Biographie
Né à Stratford-on-Avon dans le Warwickshire en Angleterre, Savage sert en Afrique du Sud pendant la seconde guerre des Boers avant de s'établir au Canada en 1909. Employé du Vancouver Daily Provincede 1910 à 1911, il reçoit un télégramme de son ancien collègue Lukin Johnston (en) qui lui enjoint de prendre le rôle d'éditeur du quotidien Cowichan Leader (en) de Duncan sur l'île de Vancouver,.
Savage meurt à Cobble Hill en février 1957 à l’âge de 74 ans.
Un prix pour les hebdomadaires à petit tirage, le Hugh Savage Shield, est nommé en son honneur.